# The Fugees
Fugees fue un grupo estadounidense de rap y rhythm and blues formado en West Orange, Nueva Jersey, en 1989. Su repertorio incluye sobre todo hip hop, con mezclas de soul y música caribeña (principalmente reggae). El grupo está compuesto por el rapero y productor Wyclef Jean, la rapera y cantante Lauryn Hill y el rapero Pras. Tanto Wyclef como Pras tienen ascendencia haitiana, Hill es afroestadounidense, de South Orange, Nueva Jersey.[cita requerida] El nombre del grupo viene de la palabra "refugee" (refugiado, en español).[cita requerida]
Han publicado dos álbumes de estudio, Blunted On Reality (1994) y The Score (1996), siendo este último multiplatino y ganador de dos premios Grammy. Tras su segundo trabajo, en 1997 cada uno de sus integrantes inició su carrera en solitario. Lauryn Hill y Wyclef Jean tuvieron mucho éxito con sus discos, mientras que Pras se centró en la grabación de bandas sonoras e interpretación.

## Historia
El trío publicó en 1994 su primer álbum de estudio, Blunted On Reality.
A pesar de no tener un gran éxito con su primer álbum de estudio, su segundo trabajo, The Score, fue uno de los grandes éxitos de 1996.[cita requerida] Incluía la canción "Killing Me Softly with His Song", original de la cantante estadounidense Roberta Flack, que fue su mayor éxito.[cita requerida]
Fugees obtuvo dos premios Grammy en su edición número 39: mejor álbum de rap y mejor interpretación R&B por un dúo o grupo con cantante, por su versión de la canción "Killing Me Softly with His Song"; además de una nominación al álbum del año.
Después de 1997, cada uno de sus miembros comenzaron su trayectoria en solitario. Lauryn Hill publicó su único álbum de estudio en solitario, The Miseducation Of Lauryn Hill (1998). Wyclef Jean trabajó como productor de un gran número de artistas, incluyendo a Destiny's Child y Carlos Santana, además grabó su álbum de debut The Carnival. Pras, junto con Mya y Ol' Dirty Bastard, grabó el sencillo "Ghetto Supastar" como banda sonora de la película Bulworth.[cita requerida]
Tras el éxito personal obtenido por separado, Fugees no ha conseguido volver a publicar un disco juntos. A finales de 2005 hicieron una pequeña gira por varios países con escaso éxito.[cita requerida] Posteriormente se habló de la grabación un nuevo disco, que nunca llegó a materializarse.[cita requerida]

## Discografía

### Álbumes de estudio
- Blunted On Reality (1994)
- The Score (1996)

### Álbumes en vivo
- Live At New Pop Festival (2015)

### Álbumes recopilatorios
- Greatest Hits (2003)